# لری بغدادی
لری بغدادی گویشی است که تنها توسط جویس بلو مورد اشاره قرار گرفته‌است.

## دیدگاه جویس بلو
جویس بلو در در بخش مربوط به زبان کردی در کتاب «راهنمای زبان‌های ایرانی: جلد دوم، زبان‌های ایرانی نو» به ویراستاری رودیگر اشمیت، تنها در یک جا ذیل مبحث صرف اسم از گویشی تحت عنوان «کردی بغداد» یاد کرده‌است و به عنوان مثال برای ساخت اضافه، سه ترکیب اضافی köř-eg-ê xwe-m (پسر من)، ji-yê maƗ (جایِ خانه)، و nowkar-aƗ-ê padişa (نوکران پادشاه) را آورده‌است. او همچنین در همان بخش در صحبت از علامت معرفه در گویش‌های کردی، واژۀ tüş-eg (آن توشه) را به عنوان مثالی برای «گویش کردی» می‌آورد،‌ اما نامی از بغداد نمی‌آورد و مشخص نمی‌کند که منظورش کدام گویش لری است. با این حال بلو این گویش و مثال آن را در بخش مربوط به زبان کردی آورده و همچنین از گویشی که آن را «گویش کردی (متعلق به پشتکوه)» نامیده، در کنار گویش‌های کرمانشاهی، سنجابی، کلهری و لکی به عنوان یکی از گویش‌های جنوبی زبان کردی یاد کرده‌است.
فریبرز همزه‌ای در بحث از تقسیم‌بندی زبان کردی به چهار گویش کرمانجی، سورانی، گورانی و جنوبی، اشاره می‌کند که در چند پژوهش که در دهه‌های گذشته به زبان‌های اروپایی انتشار یافته، گاه برای گروه چهارم از گویش‌های کردی یعنی گویش‌های جنوبی کردی از نام‌های دیگری مانند لری استفاده شده‌است. همزه‌ای ضمن اشاره به عناصر و واژگان مشترک فراوان در کردی و لری، این نامگذاری را به تقسیم‌بندی انجام‌شده در کتاب شرف‌نامه مرتبط می‌داند که در آن از ایلات لر در گروه ایل‌های کرد یاد شده‌است.

## سایر نظرات
استارک زیباترین ساکنان بغداد را لرها می‌داند. بنابر نوشته او لرها در نمایشی که هر سال یک بار در بغداد اجرا می‌کنند، طرز زندگی و منطقه خود را به تماشاچیان نشان می‌دهند و آوازهای بلند می‌خوانند که مانند ترانه‌های نواحی آلپ است.
طبق دانشنامه ایرانیکا در مقاله زبان لری در حال حاضر لر یا زبان لری در عراق وجود ندارد و همهٔ آن‌ها با یک آوارگی بزرگ در اواخر قرن بیستم به ایران مهاجرت کردند اما به گفته مجله پیپل گروپس در حدود ۱۳۱۰۰۰ نفر از لرها هنوز در عراق زندگی می‌کنند.
فریا استارک در کتابهای سفرنامه الموت، لرستان و ایلام و نماهای بغداد به حضور جمعیت لر در بغداد و اشتغال آن‌ها به تجارت اشاره کرده و لُرها را زیباترین سکنه بغداد ذکر کرده‌است. در منابع دیگر نیز حضور لرتباران در بغداد و دیگر شهرهای نزدیک به بغداد ذکر شده‌است.

## نمونه زبانی
این سه مثال توسط جویس بلو به عنوان نمونه‌هایی از این گویش مورد اشاره قرار گرفته و تنها واژگانی هستند که از این گویش در دست هستند.
| لری                | فارسی         |
| ------------------ | ------------- |
| kör-eg-ě xwe-m     | پسر من        |
| ji-yě maƗ          | جای خانه      |
| nowkar-aƗ-ě padişa | نوکران پادشاه |